# جيمس ألفرد كيتينغ
جيمس ألفرد كيتينغ (بالإنجليزية: James Alfred Keating)‏ هو طيار بطل أمريكي، ولد في 4 ديسمبر 1897 في شيكاغو في الولايات المتحدة، وتوفي في 2 أكتوبر 1976 في فورت لودرديل في الولايات المتحدة.